# Kolín
Kolín [koli:n] (tyska: Kolin, också Köln an der Elbe) är en stad i Tjeckien, som ligger i landskapet Böhmen, 55 km öster ifrån Prag. Befolkningen uppgick till 30 995 invånare i början av 2016.
Floden Elbe (Tjeckiska: Labe) flyter genom Kolín.
Toyota, Peugeot och Citroën har sedan september 2005 en bilfabrik i staden där modellerna Toyota Aygo, Peugeot 107 och Citroën C1 tillverkas. Totalt produceras 300 000 bilar/år jämnt fördelat över bilmodellerna. Fabriken har 3 000 anställda. 99% av bilarna går på export..
18 juni 1757 utkämpades slaget vid Kolín utanför staden.